# Голартс, Михаэль
Михаэль Голартс (нидерл. Michael Goolaerts; 24 июля 1994, Лир, Фламандский регион — 8 апреля 2018, Лилль) — бельгийский шоссейный велогонщик, выступавший на профессиональном уровне за команды Lotto Soudal и Vérandas Willems–Crelan во второй половине 2010-х годов. Победитель и призёр национальных первенств, участник монументальных классических гонок «Тур Фландрии» и «Париж — Рубе». Умер в возрасте 23 лет от остановки сердца во время одной из гонок.

## Биография
Михаэль Голартс родился 24 июля 1994 года в городе Лир провинции Антверпен, Бельгия. Детство провёл в муниципалитете Хейст-оп-ден-Берг, где с юных лет был членом местного велоклуба.
Начиная с 2010 года успешно выступал на различных соревнованиях регионального и национального уровня, становился чемпионом Антверпена среди новичков, выигрывал юниорскую индивидуальную гонку с раздельным стартом. В 2012 году находился в составе команды, выигравшей юниорский чемпионат Бельгии в командной гонке преследования и в командном спринте. В том же году принял участие в юниорской версии «Тура Фландрии», где сумел финишировать восьмым.
Во второй половине 2013 года Голартс в качестве стажёра присоединился к бельгийской континентальной команде Vérandas Willems, а в следующем году подписал с ней полноценный контракт и дебютировал на профессиональном уровне.
В период 2015—2016 годов стажировался в другом бельгийском клубе Lotto Soudal. В это время отметился успешными выступлениями в нескольких гонках европейского тура, в частности финишировал четвёртым в однодневной гонке «Париж — Шони», одержал победу на первом этапе «Тур ду Луар и Шер», занял девятое место в итоговом протоколе «Натионале Слёйтингспрейс». Был седьмым на молодёжном чемпионате Бельгии в индивидуальной гонке с раздельным стартом.
В 2017 году вернулся в Verandas Willems. Проехал многодневную гонку первой категории «Этуаль де Бессеж», запомнился участием в ранних отрывах на «Туре Фландрии», «Халле — Ингойгем», «Париж — Тур». В начале сезона 2018 года показал девятый результат в генеральной классификации многодневной гонки «Три дня Западной Фландрии».
8 апреля 2018 года Михаэль Голартс принимал участие в первой в своей карьере монументальной классике «Париж — Рубе». На втором брусчатом участке у коммуны Бриастр, пройдя 109 км пути, он внезапно почувствовал себя плохо, съехал в кювет и в бессознательном состоянии упал с велосипеда на землю. Вскоре на место происшествия подоспела бригада врачей, спортсмена вертолётом доставили в ближайшую больницу в Лилле, но вечером того же дня он скончался. Вскрытие показало, что причиной смерти стал инфаркт миокарда, перенесённый Голартсом перед падением.
Позже в мае 2018 года брусчатый участок, где разбился Михаэль Голартс, был назван в его честь, также здесь установили посвящённый ему памятник.